# Xuân Mùi
Xuân Mùi (tên thật là Phạm Đăng Mùi; sinh năm 1952) là diễn viên hát quan họ thuộc thế hệ đầu tiên của Đoàn Dân ca quan họ Hà Bắc (nay là Nhà hát Dân ca quan họ Bắc Ninh) và là người dẫn chuyện quan họ hàng đầu ở Bắc Ninh. Ông được Nhà nước phong danh hiệu Nghệ sĩ ưu tú năm 2012.  

## Tiểu sử và sự nghiệp
Xuân Mùi (tên thật là Phạm Đăng Mùi) sinh năm 1952 tại làng Kiều, xã Hiên Vân, huyện Tiên Du, tỉnh Bắc Ninh.
Xuân Mùi là người đã cùng hơn 30 nghệ sĩ khác của Đoàn dân ca quan họ Hà Bắc đã sưu tầm, khai thác các làn điệu quan họ suốt hơn 50 năm để đưa quan họ trở thành di sản văn hóa phi vật thể đại diện của nhân loại. Ông đã cùng các đoàn biểu diễn đi sang nhiều nước trên thế giới để giới thiệu dân ca quan họ và góp phần từng bước đưa Dân ca quan họ Bắc Ninh trở thành biểu tượng của người dân Kinh Bắc nói riêng và người Việt Nam nói chung. Tổng số buổi Xuân Mùi đi nói chuyện, thuyết minh, dẫn chương trình, làm MC... cho đến nay cũng gần 10 nghìn.
Trước khi nghỉ hưu, Xuân Mùi là Phó Giám đốc Nhà hát Dân ca quan họ Bắc Ninh, được biết đến không chỉ là người hát quan họ mà còn là người dẫn chuyện duyên dáng trong các chương trình quan họ. Ông được xem là người dẫn chuyện quan họ hàng đầu của đất Kinh Bắc.
| “                                                                                         | Ở quê hương Kinh Bắc có nhiều nghệ sĩ thành danh với hát quan họ, nhưng không nhiều người thành danh trên vai trò người dẫn chuyện quan họ. NSƯT Xuân Mùi chính là “của hiếm” đó. | ” |
| — Nhạc sĩ Dân Huyền, nguyên Trưởng phòng Dân ca và nhạc cổ truyền, Đài Tiếng nói Việt Nam | |   |

## Vinh danh
- Nghệ sĩ ưu tú (2012)